# The Best of Me (filme)
The Best of Me (bra: O Melhor de Mim; prt: Dei-te o Melhor de Mim) é um filme de drama romântico de 2014 dirigido por Michael Hoffman e escrito por Will Fetters e J. Mills Goodloe, baseado na obra de Nicholas Sparks do mesmo nome de 2011. O filme é estrelado por James Marsden, Michelle Monaghan, Luke Bracey e Liana Liberato.

## Sinopse
Dawson e Amanda se conhecem e se apaixonam no colegial, um período de ouro em suas vidas. Enquanto ele é um garoto pobre vindo de uma família criminosa, ela é uma garota rica cheia de sonhos. Embora muito apaixonados, eles acabam terminando o relacionamento devido uma tragédia. Vinte e um anos depois, eles se reencontram, após o homem que morava com Dawson morrer e deixar um testamento para a reunião dos dois. Dawson ainda aparenta estar apaixonado por Amanda, que o evita, pois é casada e tem filhos.

## Elenco
- James Marsden como Dawson Cole[6]
  - Luke Bracey como Dawson jovem[7]
- Michelle Monaghan como Amanda Collier-Reynolds[8]
  - Liana Liberato como Amanda jovem[9]
- Sebastian Arcelus como Frank Reynolds[10]
- Gerald McRaney como Tuck Hostetler[10]
- Sean Bridgers como Tommy Cole
- Rob Mello como Ted Cole
- Hunter Burke como Abee Cole
- Jon Tenney como Harvey Collier[11]
- Caroline Goodall como Evelyn Collier
- Ian Nelson como Jared Reynolds
- Schuyler Fisk como Older April
- Robby Rasmussen como Bobby Cole / Aaron Cole
- Julia Lashae como Clara

## Produção

### Desenvolvimento
Em 17 de junho de 2011, a Warner Bros. adquiriu os direitos cinematográficos do romance The Best of Me de Nicholas Sparks. Em 15 de março de 2012, foi anunciado que o estúdio havia escolhido o roteirista J. Mills Goodloe para adaptar o livro.
Em 27 de setembro, foi relatado que a Warner Bros. estava em negociações finais com Michael Hoffman para dirigir o filme, Will Fetters deveria reescrever o roteiro, marcando sua segunda adaptação de um romance de Nicholas Sparks, e Denise Di Novi deveria produzir o filme, juntamente com a agente de Sparks e Sparesa, Theresa Park, como co-produtores, marcou a quinta colaboração de Di Novi com Sparks, a segunda vez em que Sparks produziu uma adaptação cinematográfica de um de seus romances e a estréia na produção de Park. Em 25 de julho de 2013, a Relativity Media adquiriu os direitos de distribuição da Warner Bros., marcando a terceira adaptação cinematográfica do estúdio de um romance de Nicholas Sparks. Em 22 de outubro, Michelle Monaghan foi escalada para interpretar a protagonista feminina Amanda Collier, e Ryan Kavanaugh foi co-produtor do filme. Em 24 de outubro, o estúdio montou o filme para um lançamento em 17 de outubro de 2014.
Em 9 de janeiro de 2014, o estúdio ofereceu James Marsden da adaptação de 2004 do romance de Sparks, de 1996, The Notebook, para interpretar o protagonista masculino Dawson Cole, substituindo Paul Walker após sua morte. Em 28 de janeiro, Liana Liberato se juntou ao elenco do filme como a versão mais jovem da personagem de Monaghan, Amanda Collier. Em 12 de fevereiro, Luke Bracey foi adicionado ao elenco para interpretar a versão mais jovem do personagem de Marsden, Dawson Cole. Em 12 de março, Sebastian Arcelus e Gerald McRaney juntaram-se ao elenco do filme. Arcelus interpretou Frank Reynolds, marido de Amanda e pai de seus filhos, enquanto McRaney interpreta Tuck, um viúvo que recebe o jovem Dawson e se torna amigo e figura paterna para ele. Em 25 de março, Jon Tenney foi adicionado ao elenco para interpretar Harvey Collier, o pai de Amanda.

### Filmagem
A filmagem principal começou em 6 de março de 2014 em Nova Orleães, Louisiana, para 42 dias de gravações. Em 30 de abril e 1º de maio, as filmagens ocorreram no centro de Covington. Também foram realizadas filmagens em partes de Pearl River, Louisiana.

### Pós-produção
Em 27 de junho de 2014, foi anunciado que o compositor Aaron Zigman estaria fazendo a música do filme.

## Trilha sonora
O álbum da trilha sonora do filme, lançado em 7 de outubro de 2014, apresenta música original principalmente do gênero de música country, gravada por artistas como Lady Antebellum, Hunter Hayes, David Nail, Colbie Caillat, Kip Moore, Eli Young Band, Eric Paslay, Thompson Square, e Thomas Rhett. "I Did with You", de Lady Antebellum, foi lançado em 8 de setembro de 2014 como o primeiro single promocional da trilha sonora. A outra contribuição da banda, "Falling for You", também está disponível na edição de luxo de seu quinto álbum de estúdio, 747.
Os títulos e artistas performáticos foram publicados pela Taste of Country.
| N.º | Título              | Performer(s)           | Duração |  |
| 1.  | "I Did with You"    | Lady Antebellum        | 3:15    |  |
| 2.  | "Dream Girl"        | Hunter Hayes           | 3:39    |  |
| 3.  | "Hold On"           | SHEL and Gareth Dunlop | 3:26    |  |
| 4.  | "In Love Again"     | Colbie Caillat         | 3:31    |  |
| 5.  | "The Way Things Go" | Thomas Rhett           | 4:06    |  |
| 6.  | "Borrowed Time"     | Thompson Square        | 4:12    |  |
| 7.  | "Lead Me"           | Kip Moore              | 3:50    |  |
| 8.  | "Love Is a Liar"    | Kacey Musgraves        | 3:15    |  |
| 9.  | "Falling for You"   | Lady Antebellum        | 3:54    |  |
| 10. | "Rain from Heaven"  | Eric Paslay            | 3:58    |  |
| 11. | "All the Way"       | David Nail             | 2:56    |  |
| 12. | "Unchanged"         | Eli Young Band         | 3:35    |  |
| 13. | "Sweet Jane"        | Cowboy Junkies         | 3:27    |  |
| 14. | "Crossroads"        | Phoebe Hoffman         | 4:48    |  |

### Desempenho comercial
O álbum estreou na posição 54 da Billboard 200, vendendo 6.200 cópias em sua primeira semana.

## Recepção

### Bilheteria
The Best of Me estreou na América do Norte em 17 de outubro de 2014 em 2.936 cinemas. Ele arrecadou US$ 26,8 milhões na América do Norte e US$ 11,8 milhões em outros territórios, num total mundial de US$ 38,6 milhões.
Em seu fim de semana de estreia, o filme arrecadou US$ 10 milhões, terminando em quinto lugar nas bilheterias atrás de Fury, Gone Girl, The Book of Life e Alexander and the Terrible, Horrible, No Good, Very Bad Day, tornando-a a pior estréia para uma adaptação de Nicholas Sparks.

### Resposta da crítica
The Best of Me foi criticado por críticos. No Rotten Tomatoes, o filme tem uma classificação de 9%, com base em 79 críticas, com uma classificação média de 3,5/10. O consenso do site diz: "Com nove filmes e contando, a linha entre os fãs e detratores de filmes de Nicholas Sparks é clara, e The Best of Me mudará poucas mentes dos dois lados da divisão". Em Metacritic, o filme tem uma pontuação de 29 em 100, com base em 26 críticos, indicando "críticas geralmente desfavoráveis". Nas pesquisas do CinemaScore realizadas durante o fim de semana de abertura, o público do cinema atribuiu ao The Best of Me uma nota média de "B+" na escala A+ a F.

## Mídia doméstica
The Best of Me foi lançado em DVD e Blu-ray em 3 de fevereiro de 2015. Ao mesmo tempo, uma edição "Tears of Joy" do filme com duração de 115 minutos e um final alternativo foi lançada em DVD e Blu-ray.